# バリト川
バリト川 (Barito river) は、インドネシアのカリマンタン島南部に位置する、長さ890kmの川。ミュラー山脈に発し、南へ流れてジャワ海へ注ぐ。この地方の中心都市であるバンジャルマシンを通っている。